# Hemidactylus turcicus
Hémidactyle verruqueux, Gecko nocturne
Espèce
Synonymes
- Lacerta turcica Linnaeus, 1758
- Gecus cyanodactylus Rafinesque-Schmaltz, 1810
- Gecko meridionalis Risso, 1826
- Gecko verruculatus Cuvier, 1829
- Gecko verrucosus Gray, 1831
- Hemidactylus karachiensis Murray, 1884
- Hemidactylus exsul Barbour & Cole, 1906
- Hemidactylus turcicus spinalis Buchholz, 1954

Statut de conservation UICN

 LC  : Préoccupation mineure
Hemidactylus turcicus est une espèce de geckos de la famille des Gekkonidae. Il est parfois appelé Gecko nocturne ou Hémidactyle verruqueux.

## Répartition

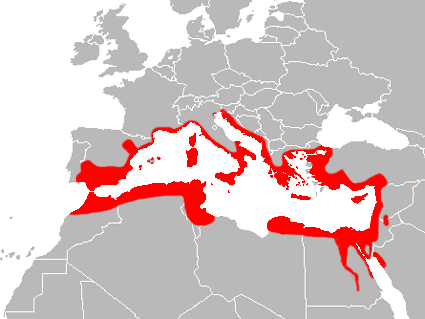
Distribution

Cette espèce se rencontre :
- au Portugal, en Espagne, en France, en Italie, à Malte, en Croatie, au Monténégro, en Albanie, en Grèce, à Chypre, et en Turquie ;
- au Maroc, en Algérie, en Tunisie, en Libye, en Égypte, au Soudan, en Érythrée, en Somalie et au Kenya ;
- en Israël, au Liban, en Jordanie, au Yémen, aux Émirats arabes unis, en Oman, en Yémen, en Irak, en Iran, au Pakistan et en Inde.

Elle a été introduite dans le sud des États-Unis, au Mexique, à Cuba, au Panama, à Porto Rico, aux îles Baléares et aux îles Canaries.
En France on la trouve sur toute la façade  méditerranéenne de Perpignan  à Menton  du bord de mer jusqu’aux environs de 1000 mètres d’altitude. À Nîmes on trouve ce gecko en compagnie de la Tarente commune Tarentola mauritanica, un autre gecko beaucoup plus présent. Ils ont chacun un territoire bien défini, mais cohabitent parfois dans un même quartier, voire sur la même bâtisse.

## Habitat
Ces geckos vivent dans des climats méditerranéens, avec des étés chauds et des hivers généralement tempérés. Mais ils sont adaptables et se sont installés dans de nombreux pays avec des climats similaires.

## Description

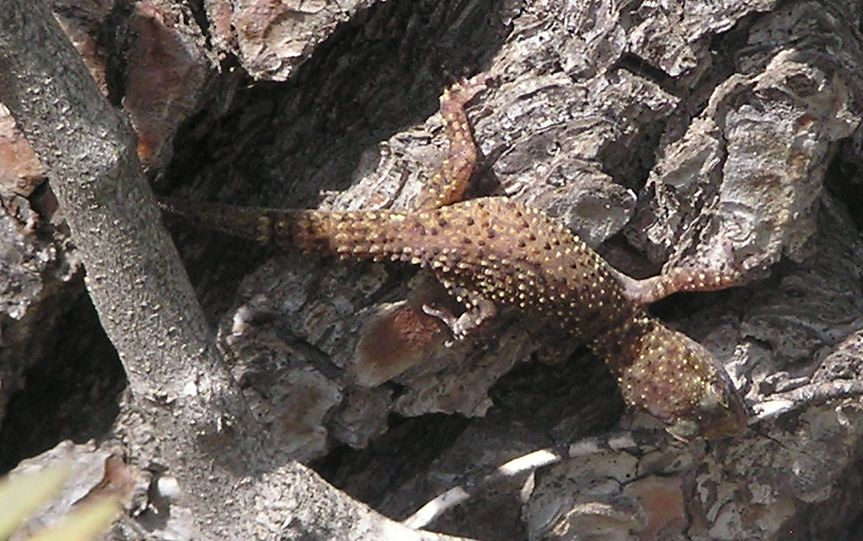
Hemidactylus turcicus

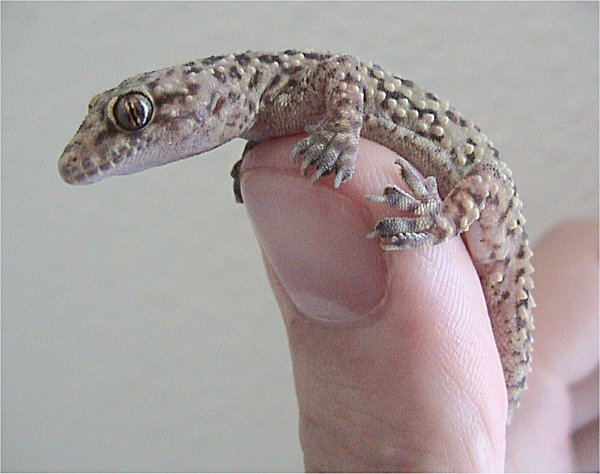
Hemidactylus turcicus

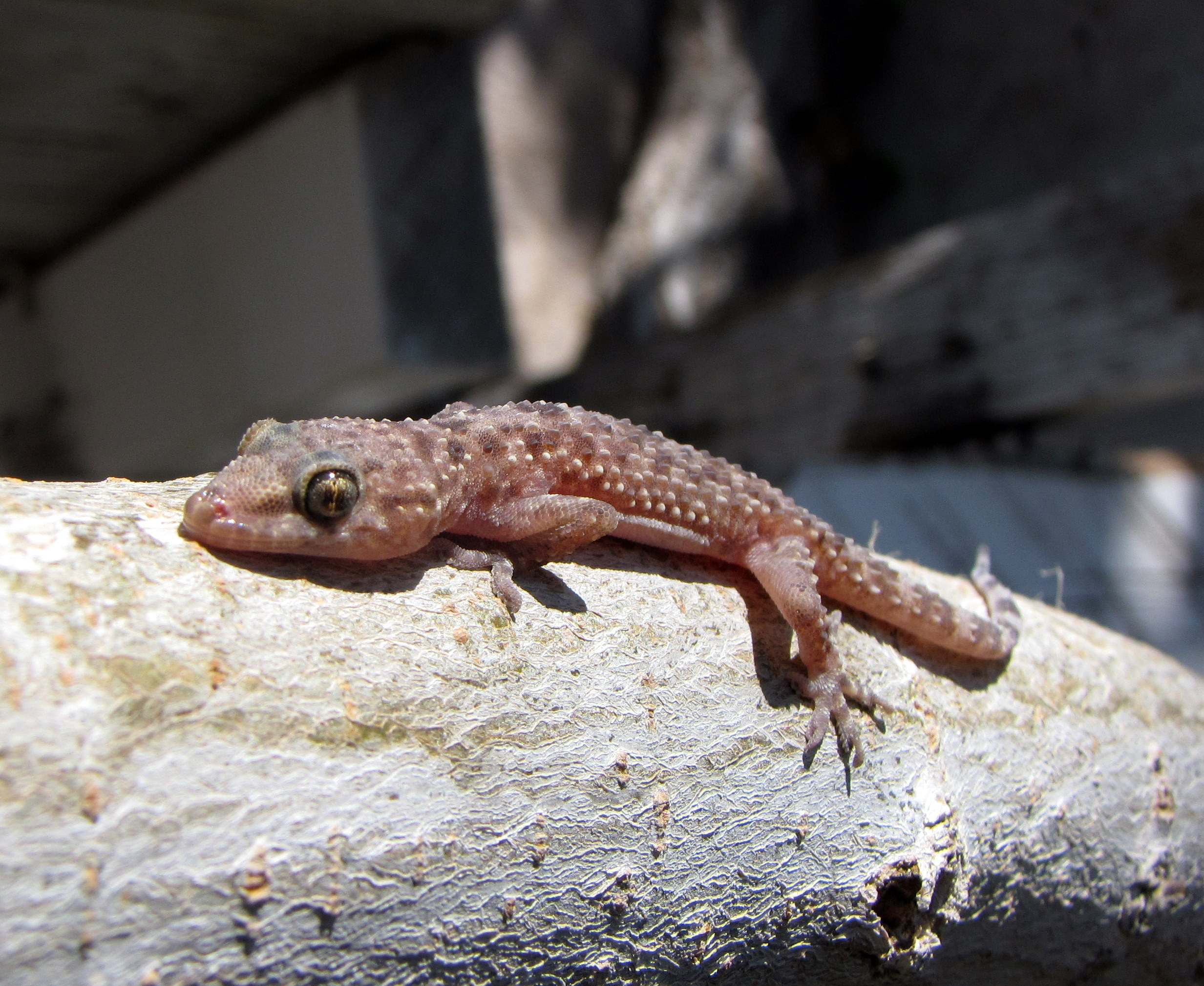
Hemidactylus turcicus

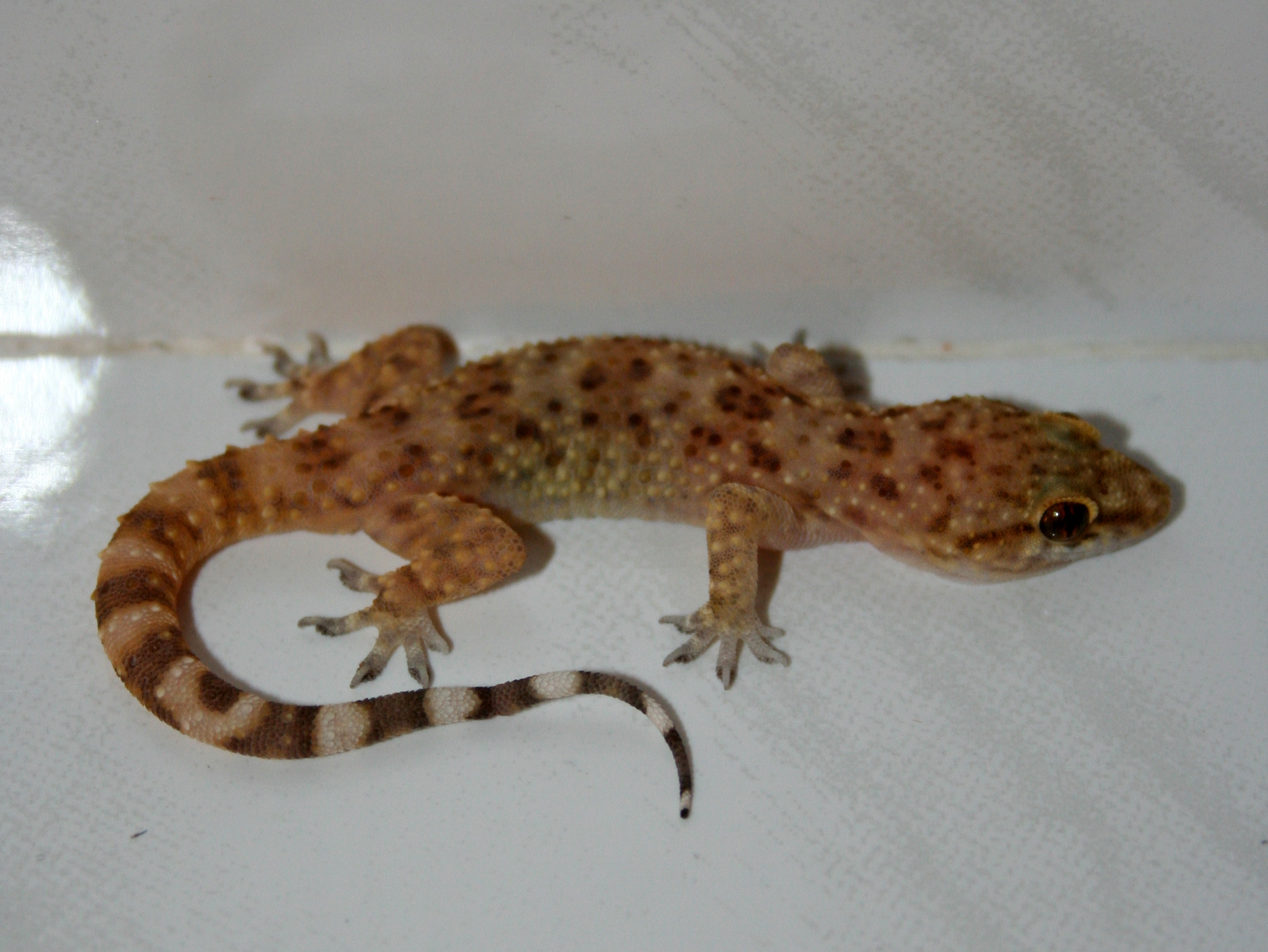
Hemidactylus turcicus

C'est un gecko insectivore qui a une coloration grise parfois rosée avec des points sombres et se trouve sur les murs et les rochers.
Cette espèce peut vivre environ cinq ans dans la nature. En captivité cet animal peut vivre jusqu'à dix ans.
C'est une espèce très adaptable, qui voyage facilement grâce à la résistance de ses œufs. Sensible aux pesticides, son aire de répartition est actuellement en recul.

## Éthologie
Bien que nocturne, ce reptile profite fréquemment du soleil en début et fin de journée afin de réguler sa température.
Les mâles peuvent pousser des clics sonores.

## Reproduction
Les femelles peuvent stocker le sperme des mâles pour toute la saison, et féconder les œufs même sans acte reproductif additionnel. Les femelles pondent des séries de deux œufs, jusqu'à six fois dans la saison.

## Taxinomie
La sous-espèce Hemidactylus turcicus lavadeserticus a été élevée au rang d'espèce par Moravec et al., la sous-espèce Hemidactylus turcicus spinalis a été placée en synonymie avec Hemidactylus turcicus tandis que Hemidactylus granosus était relevée de sa synonymie.

## Étymologie
Le nom de cette espèce vient du latin turicus, de Turquie, pays où l'on trouve (entre autres) ce reptile.

## Publications originales
- Linnaeus, 1758 : Systema naturae per regna tria naturae, secundum classes, ordines, genera, species, cum characteribus, differentiis, synonymis, locis, ed. 10 (texte intégral).